# Robert Iler

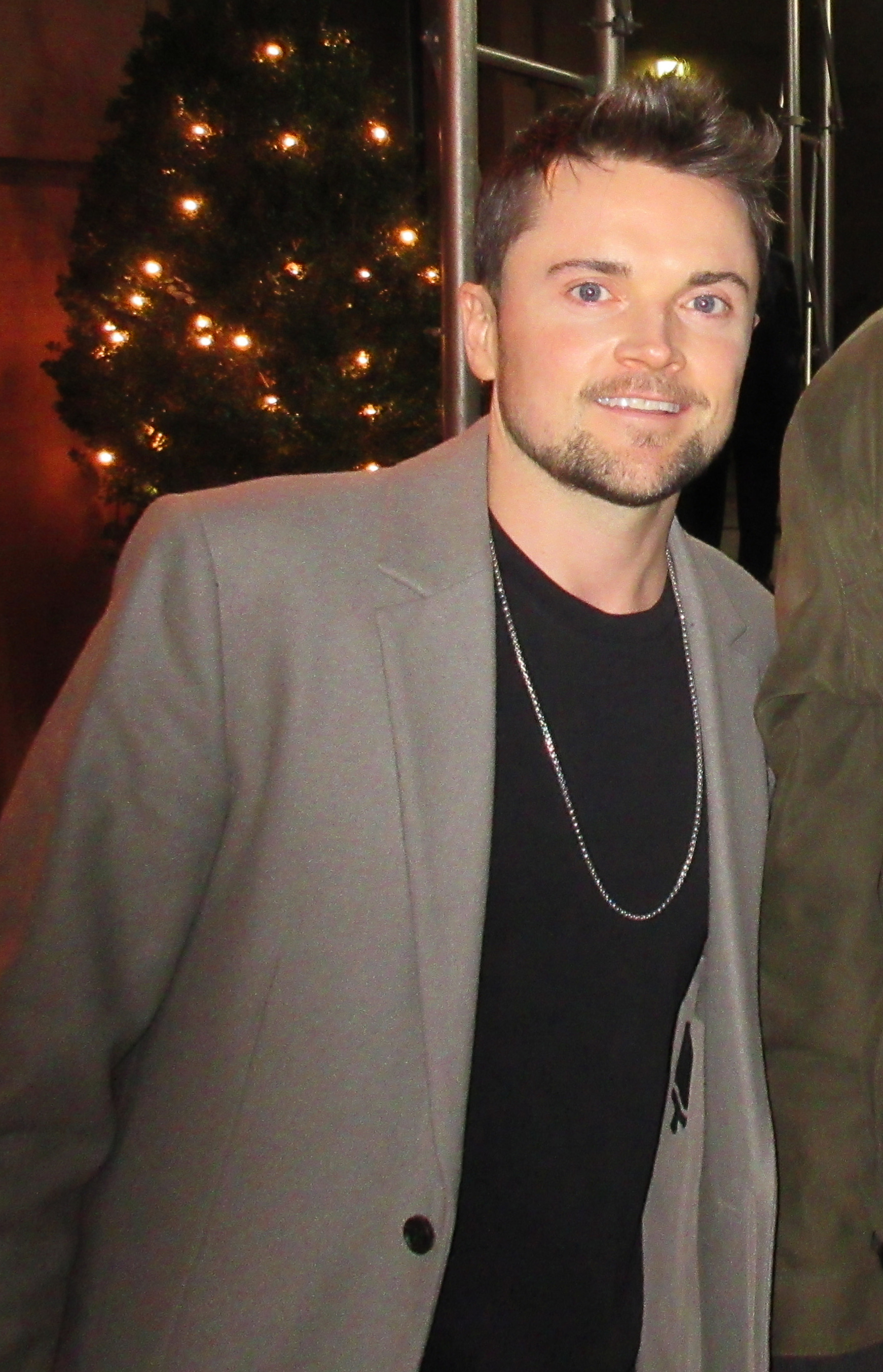
Robert Iler, 2019.

Robert Iler, född 2 mars 1985 i New York, är en skådespelare vars mest kända roll är som A.J. Soprano i den populära TV-serien Sopranos. Iler har också medverkat i filmen Daredevil (2003).